# EXPRESS Rack

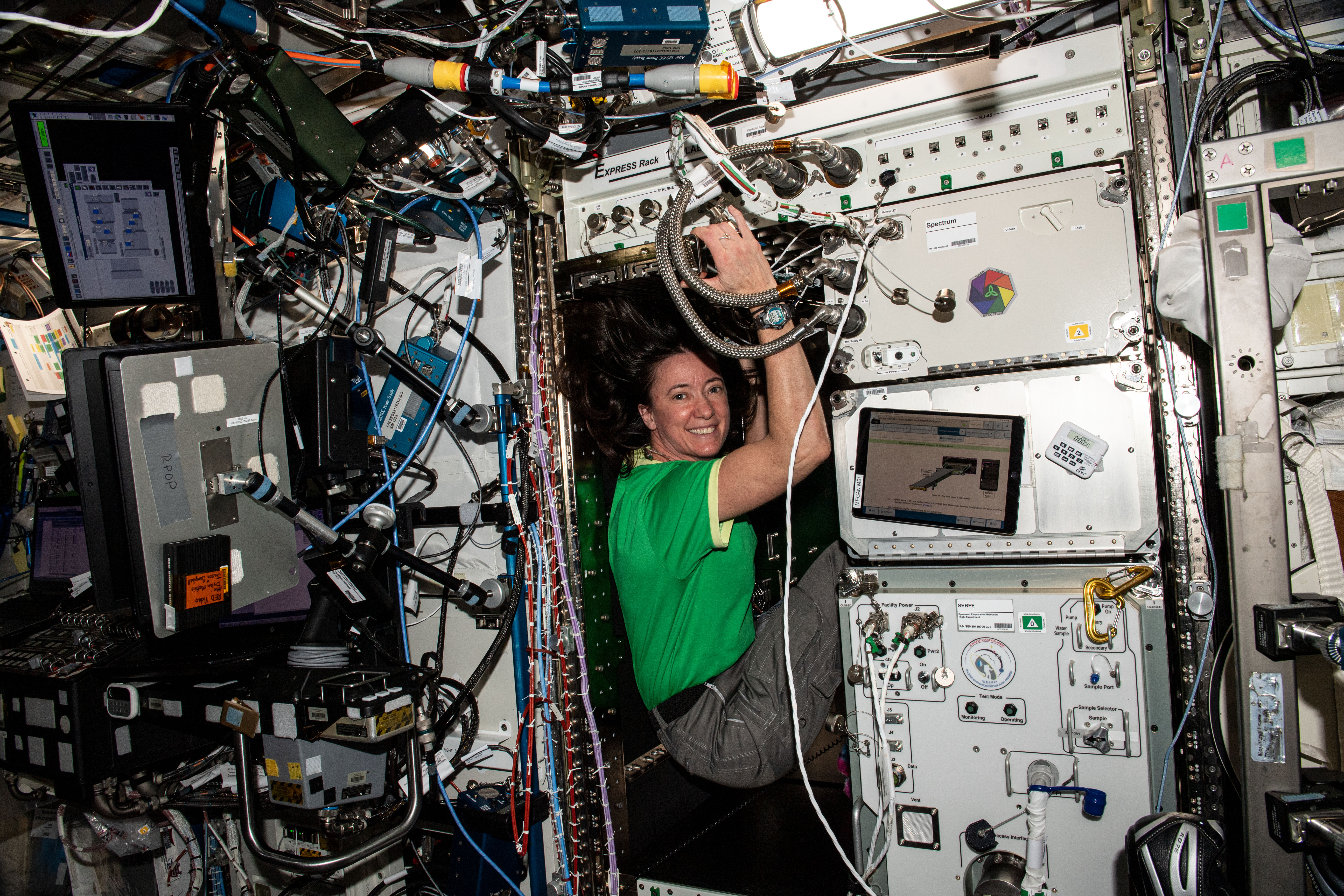
L'astronauta Megan McArthur configura un EXPRESS rack nel modulo Destiny della Stazione spaziale internazionale nel 2021

L'EXPRESS (EXpedite the PRocessing of Experiments to the Space Station) Rack è un sistema di rack standardizzato che trasporta e supporta esperimenti o carichi utili a bordo della Stazione spaziale internazionale (ISS). Ogni EXPRESS Rack contiene la strumentazione per supportare fino a dieci esperimenti contenuti all'interno di altrettanti locker (letteralmente "armadietti"). Questi locker sono interscambiabili e diventa quindi molto semplice rimuovere un vecchio esperimento e installarne uno nuovo. Questo sistema venne sviluppato specificamente per massimizzare le capacità di ricerca della ISS. Il sistema EXPRESS Rack inoltre è in grado di supportare esperimenti di diverse discipline, essendo i locker indipendenti uno dall'altro. Al 2020 sulla ISS sono presenti 11 EXPRESS Rack (8 EXPRESS Rack e 3 Basic Express Racks).

## Descrizione
Gli EXPRESS Rack vengono installati a bordo della ISS in una struttura principale metallica chiamata International Standard Payload Rack (ISPR) che funge da guscio esterno. Sebbene di solito per questo scopo vengano utilizzati gli ISPR da 3 kW, gli EXPRESS Rack possono essere installati in qualunque ISPR. Sono gli ISPR infatti a fornire tutte le risorse, tra cui alimentazione elettrica, comando e controllo dati, video, raffreddamento, scarico nel vuoto e fornitura di azoto all'EXPRESS Rack, che a sua volta li fornisce ai carichi utili al suo interno. Questa tipologia di rack venne sviluppata all'inizio del programma Stazione spaziale internazionale, per permettere agli scienziati che avevano già lanciato i propri esperimenti sullo Space Shuttle, Spacelab, Spacehab o Mir, di poterli lanciare nuovamente. Per far ciò, i nuovi EXPRESS Rack dovevano essere in grado di contenere i locker usati nei precedenti programmi o dei contenitori equivalenti. Infatti ogni rack può contenere fino a 10 locker/esperimenti, 8 del tipo Middeck Locker Equivalent (MLE) simili a quelli usati nello Space Shuttle, anche chiamati Sub-rack (dimensioni 43 cm x 25 cm x 5 cm), e 2 International Subrack Interface Standard (ISIS) drawer (4 Panel Unit), basati sui Standard Interface Rack (SIR) drawers dello SpaceLab e della Mir. A volte qualche esperimento può occupare più di un locker. Essendo i locker standardizzati e indipendenti l'uno dall'altro, una volta che un esperimento è stato completato (di solito la loro durata varia dai tre mesi a diversi anni) è possibile sostituirlo con nuovo esperimento, che viene lanciato a bordo delle navicelle cargo e, fino al 2011, sugli Space Shuttle.

La struttura di un EXPRESS Rack. Da destra a sinistra: il guscio del ISPR, le connessioni dell'EXPRESS Rack, i locker che contengono gli esperimenti e un singolo locker

L'indipendenza dei locker permette di svolgere esperimenti molto differenti tra loro e mantenere le condizioni ambientali specifiche costanti in ogni locker per svolgere al meglio l'esperimento. Alcuni EXPRESS Rack sono dotati di un sistema di ammortizzatori chiamato Active Rack Isolation System (ARIS) che isola completamente il rack dal resto della ISS dal punto di vista delle vibrazioni. L'hardware dell'EXPRESS Rack si trova principalmente nella parte posteriore del rack per massimizzare l'accessibilità frontale per i carichi utili. I rack hanno un pannello di controllo nella parte superiore e al centro del rack, dove sono collegati i connettori e presenti gli interruttori fisici per il controllo del rack. L'EXPRESS Rack e gli esperimenti contenuti al suo interno possono essere controllati dall'equipaggio della ISS grazie ad un computer portatile collegato al rack o da remoto da Terra dal Payload Rack Officer in servizio presso il Payload Operations Center del Marshall Space Flight Center della NASA. Sette giorni alla settimana, 24 ore al giorno, un Payload Rack Officer è responsabile della supervisione del funzionamento del rack e il corretto svolgimento degli esperimenti, e deve intervenire in caso di malfunzionamenti. Gli EXPRESS Rack vennero sviluppati dal Marshall Space Flight Center della NASA e costruiti da Boeing a Huntsville, Alabama.
Fino al 2011 gli EXPRESS Racks venivano lanciati, non alimentati, insieme ai carichi utili dal Kennedy Space Center verso la Stazione spaziale internazionale nel Multi-Purpose Logistics Module (MPLM) a bordo dello Shuttle. Una volta in orbita i rack venivano trasferiti nei moduli della ISS e attivati. Dal pensionamento dello Shuttle, il veicolo spaziale giapponese HTV è l'unico che si occupa della consegna degli EXPRESS Rack sulla Stazione spaziale internazionale. 

## Varianti
Per sfruttare al meglio i sistemi dell'EXPRESS Rack vennero creati delle varianti diverse per vari scopi. Esse sono: EXPRESS Rack, EXPRESS Rack di trasporto e EXPRESS Rack di addestramento.

### EXPRESS Rack
La variante principale è l'EXPRESS Rack, installato sulla Stazione spaziale internazionale; questo una volta consegnato e installato sulla ISS non fa più ritorno sulla Terra, mentre sono gli esperimenti ad essere lanciati e sostituiti con l'EXPRESS Rack di trasporto o singolarmente.
Tra il 2018 e il 2020 vennero lanciati tre Basic EXPRESS Rack che, a differenza degli EXPRESS Rack, dispongono solo delle risorse più comunemente richieste e di connettori più diffusi come il cavo Ethernet standard.

### EXPRESS Rack di trasporto
L'EXPRESS Rack di trasporto serve per lanciare o scambiare un grande numero di esperimenti tutti insieme. All'epoca dello Space Shuttle gli EXPRESS Rack di trasporto venivano montati all'interno del MPLM e, una volta agganciato il MPLM alla ISS, gli esperimenti contenuti al suo interno venivano installati negli EXPRESS Rack già presenti sulla ISS, al posto degli esperimenti conclusi. Gli esperimenti conclusi a loro volta venivano installati nell'EXPRESS Rack ormai vuoto per far ritorno sulla Terra. In questo modo era possibile avere uno scambio di esperimenti costante e affidabile a bordo della ISS. I rack di trasporto ospitavano 6 Subrack Interface Standard (ISIS) 4 Panel Unit drawer e 6 Middeck Locker Equivalent (MLE). Il Rack di trasporto fornisce solo un'interfaccia strutturale e meccanica per i carichi utili; tutti i carichi utili che richiedevano alimentazione, raffreddamento o accesso tardivo agli esperimenti venivano trasportati sulla Stazione spaziale internazionale nel Middeck dello Shuttle, per poi essere trasferiti in un EXPRESS Rack già presente in orbita.

### EXPRESS Rack da addestramento
Gli EXPRESS Rack da addestramento sono situati nel Payload Training Complex per l'addestramento dei membri dell'equipaggio della Stazione spaziale internazionale. Questi Rack sono pressoché uguali esteticamente a quelli in orbita e simulano, con l'utilizzo di un software, il funzionamento dei sottosistemi per supportare la formazione alle operazioni di base del Rack. Inoltre, sempre con l'utilizzo del software, vengono simulati i malfunzionamenti per addestrare gli astronauti del segmento USOS della ISS a risolverli.

### Suitcase Simulators
I Suitcase Simulators sono dei computer all'interno dei quali sono presenti dei software che simulano le operazioni e verificano il corretto funzionamento di un determinato esperimento durante il suo sviluppo o poco prima del lancio. Essi infatti vengono usati dagli sviluppatori del software degli esperimenti per aiutarli nello sviluppo e nell'integrazione futura dell'esperimento con i sistemi dell'EXPRESS Rack.

## Sistemi
In generale i sistemi dell'EXPRESS Rack si collegano ai sistemi dell'ISPR che li rifornisce di tutte le risorse necessarie per il funzionamento dell'EXPRESS Rack stesso e dei carichi utili al suo interno. Il sistema elettrico dell'EXPRESS Rack, il Solid State Power Control Module (SSPCM), riceve dall'ISPR 2kW e 120v corrente continua (DC), li converte in 28v DC e li distribuisce ai carichi utili. I sistemi di trasmissione dati e video, l'EXPRESS Rack Interface Controller (RIC) e l'Payload Ethernet HubBridge (PEHB), utilizzano i servizi dell'ISPR e li forniscono ai carichi utili. Queste unità, con l'EXPRESS Memory Unit (EMU), controlla le operazioni dei carichi utili, supporta la configurazione di questi e sostiene la comunicazione con essi da Terra e in orbita. 
L'EXPRESS Rack vengono raffreddati ad acqua attraverso l'uso di piastre fredde, lasciando quasi tutta l'aria di raffreddamento generata da EXPRESS Avionics Air Assembly (AAA) a disposizione dei carichi utili. L'AAA è un circuito di raffreddamento ad aria a temperatura moderata collegato ai moduli della ISS. Questo sistema ha una capacità limitata poiché dev'essere condiviso con tutti i carichi utili del rack e per i problemi di rilevamento e soppressione degli incendi e la dissipazione del calore del modulo. Infine, il Vacuum Exhaust System della ISS è collegato all'ISPR, a cui il carico utile è connesso, per permettere l'eliminazione dei gas e la creazione del vuoto.

## Lancio degli EXPRESS Rack
Il primo EXPRESS Rack venne testato con successo per la prima volta durante la missione Space Shuttle STS-94 nel 1997. Uno dei principali obiettivi della missione STS-94 era quello di valutare le strutture associate al carico utile Microgravity Science Laboratory-1. La missione è servita a colmare il divario tra la ricerca relativamente breve svolto sui voli Shuttle Spacelab e la ricerca di lunga durata da eseguire sulla Stazione spaziale internazionale.
Due esperimenti dell'EXPRESS Rack durante la missione STS-94 vennero attivati 14 ore dopo il volo e continuarono fino al 15º giorno di missione. Alla conclusione della missione la NASA stabilì che il sistema EXPRESS Rack era in grado di supportare con successo le operazioni dei carichi utili.
| Nome            | Data di lancio    | Missione di lancio | Tipologia          | Modulo di installazione |
| --------------- | ----------------- | ------------------ | ------------------ | ----------------------- |
| EXPRESS Rack 1  | 19 aprile 2001    | STS-100            | Express Rack       | Destiny                 |
| EXPRESS Rack 2  | 19 aprile 2001    | STS-100            | Express Rack       | Destiny                 |
| EXPRESS Rack 3  | 5 giugno 2002     | STS-111            | Express Rack       | Columbus                |
| EXPRESS Rack 4  | 10 agosto 2001    | STS-105            | Express Rack       | Kibo                    |
| EXPRESS Rack 5  | 10 agosto 2001    | STS-105            | Express Rack       | Kibo                    |
| EXPRESS Rack 6  | 14 novembre 2008  | STS-126            | Express Rack       | Destiny                 |
| EXPRESS Rack 7  | 5 aprile 2010     | STS-131            | Express Rack       | Destiny                 |
| EXPRESS Rack 8  | 24 febbraio 2011  | STS-133            | Express Rack       | Kibo                    |
| EXPRESS Rack 9  | 22 settembre 2018 | HTV-7              | Basic Express Rack | Columbus                |
| EXPRESS Rack 10 | 22 settembre 2018 | HTV-7              | Basic Express Rack | Columbus                |
| EXPRESS Rack 11 | 20 maggio 2020    | HTV-9              | Basic Express Rack | Destiny                 |

Aggiornato a aprile 2023

## Galleria d'immagini

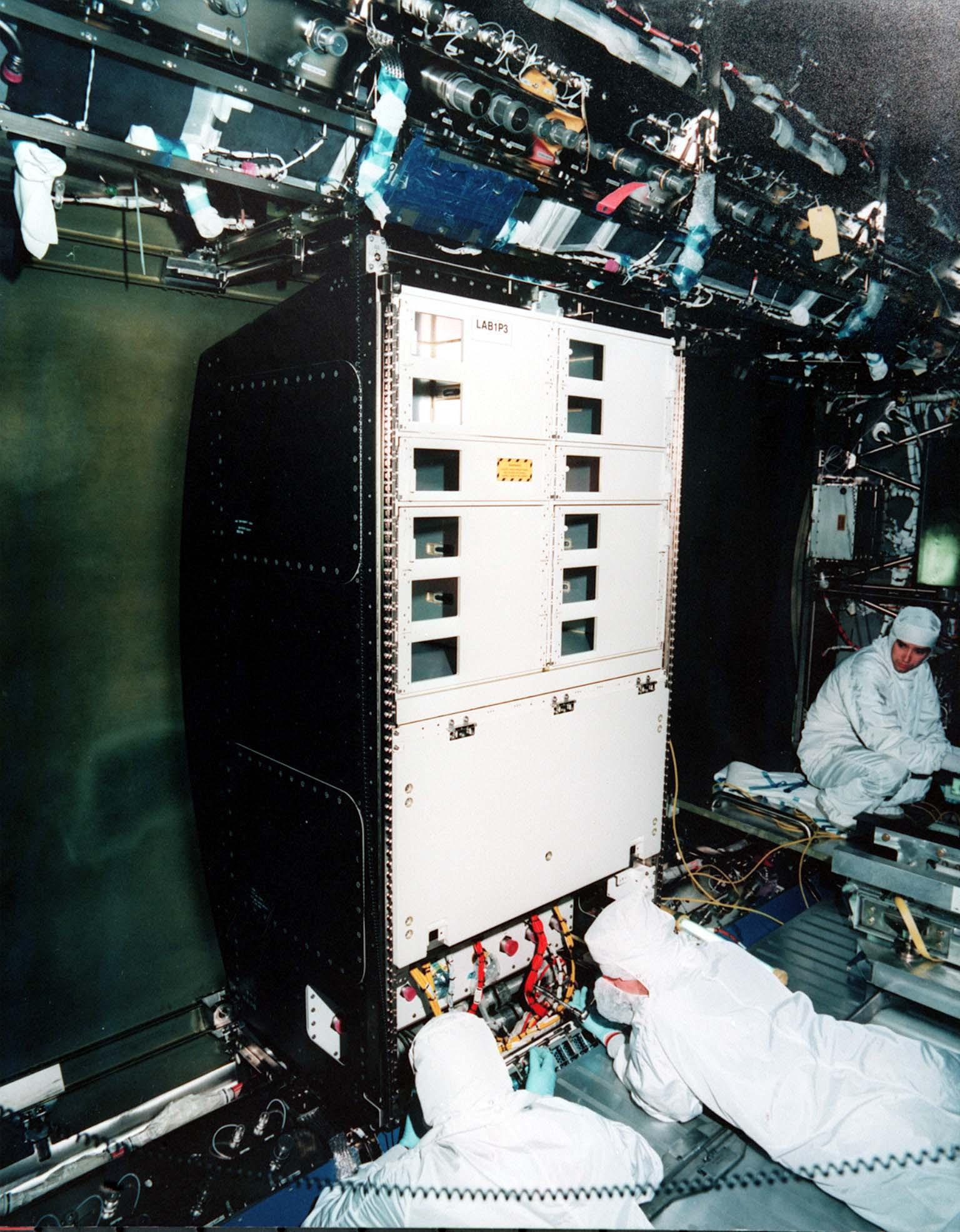
Un ISPR viene configurato dai tecnici del Marshall Space Flight Center prima del lancio sulla ISS
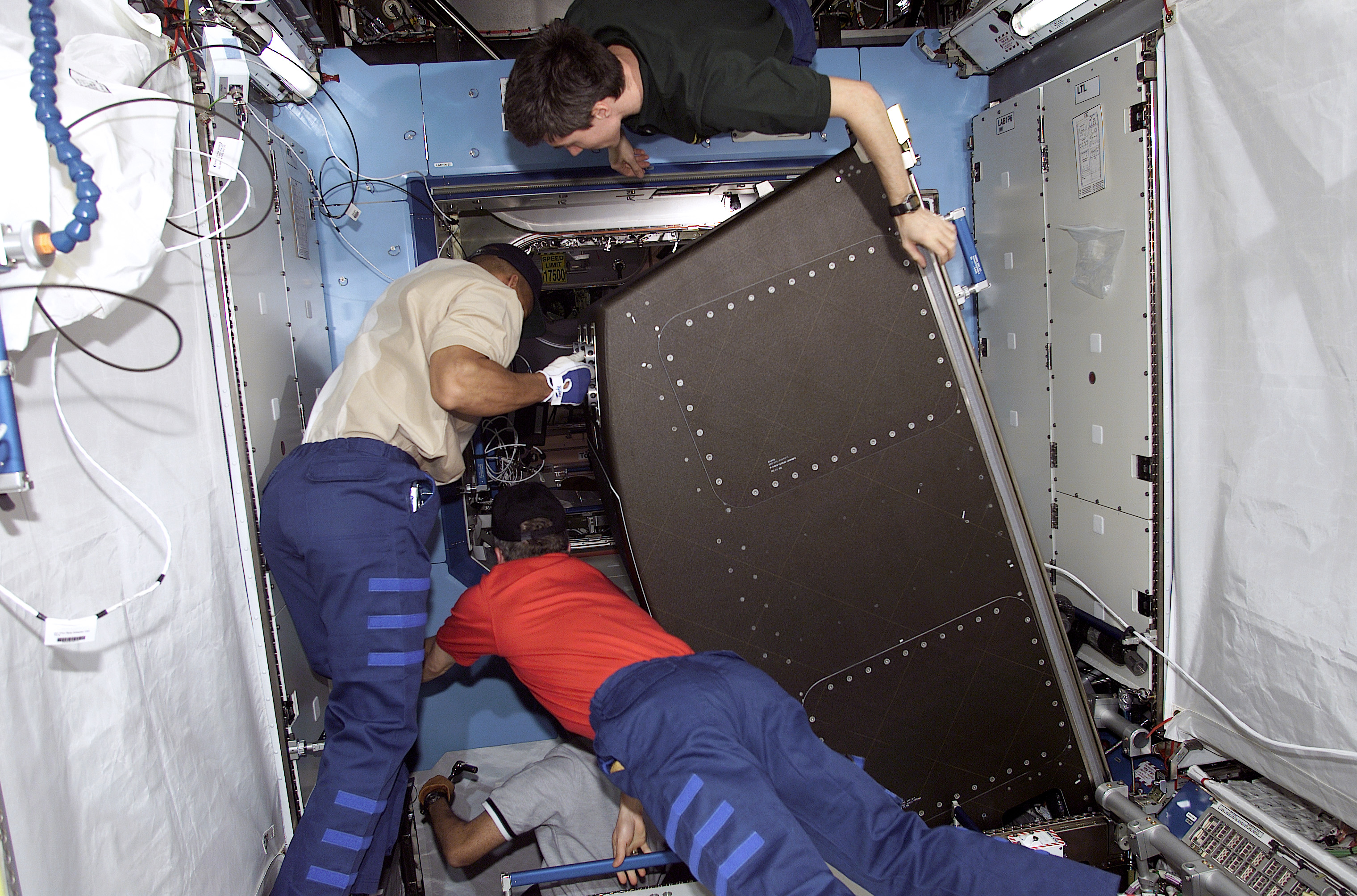
Gli astronauti della missione STS-98 installano un ISPR nel modulo Destiny